# Anschéric
Pour les articles homonymes, voir Ascaric (homonymie).
Anschéric ou Ascaric devint évêque de Paris en 886. Il remplaça à ce poste l'évêque Gauzlin qui mourut au cours du siège de Paris le 16 avril 886. Il assista le comte Eudes de Paris dans l'organisation de la défense de la ville, et fut par trois fois chancelier d'empire.
Anschéric était probablement apparenté aux comtes de Vermandois. Son frère Thibert, comte de Meaux, fut tué en combattant les Vikings à Rouen en 888. Anschéric était chancelier à la cour de Charles le Gros et était présent lors de son sacre le 20 mai 885. Il accompagna Charles à Paris, probablement comme évêque élu, et le roi le mit à la tête de l'évêché de Paris à l'automne. En 887, il fut envoyé à Kirchen pour lever la rançon exigée des Vikings pour lever le siège.

## Source
- Simon MacLean, Kingship and Politics in the Late Ninth Century : Charles the Fat and the end of the Carolingian Empire, Cambridge University Press, 2003.